# 中一光学
中一光学（ちゅういちこうがく、英語: Zhongyi Optics Electronics）は、中国の瀋陽に拠点を置く光学機器メーカー。同社は1984年に設立され、ミタコン（英語: Mitakon）のブランド名でレンズやマウントアダプターを開発、製造、販売している。日本の総代理店は、株式会社焦点工房。

## 概要
1984年、瀋陽美徳康（ミタコン）光学電子有限公司は国営瀋陽光学儀器廠と日本企業三竹光学研究所（ブランド：ミタコン）との合弁事業として中華人民共和国遼寧省瀋陽市に設立された。その後、国営株が譲渡された。合弁契約が2004年に契約終了の共に、中一光学が設立された。中一光学は、ミタコンのブランド名でマニュアルフォーカスレンズを製造・販売している。これらのレンズはマウント部を変えることで様々なマウントに対応している。また、同社はレンズターボのブランド名で様々なマウントアダプターを製造・販売している。その他にも、他社製レンズのOEMも請け負っている。例えば、一部のMitakonレンズは、Meyer-OptikGörlitzの名前で販売されている。
2014年、ハイスピードレンズであるMitakon SPEEDMASTER 50mmを発表した。ライカなどのメーカーと違い、F0.95の非常に明るいレンズにもかかわらず、安価であることが話題になった。2015年の秋には、同F値の25mm、35mm、85mmのレンズの開発が発表された。
2016年、CP+2016で135mｍのレンズでは異例のSPEEDMASTER 135mm F1.4の開発を発表。
2019年、SPEEDMASTER 50mm F0.95 IIIを発表。

## Mitakon レンズ
中一光学が製造・販売するMitakonレンズには、SPEEDMASTER、CREATOR、FREEWALKER、APOの４種類が存在している。

### SPEEDMASTER
- SPEEDMASTER 17.5mm F0.95 - 対応マウントは、マイクロフォーサーズ。

- SPEEDMASTER 25mm F0.95 - 対応マウントは、マイクロフォーサーズ。
- SPEEDMASTER 35mm F0.95 - 販売終了。対応マウントは、富士フイルムXマウント、ソニーEマウント、キヤノンEF-Mマウント。
- SPEEDMASTER 35mm F0.95 Ⅱ - 対応マウントは、富士フイルムXマウント、ソニーEマウント、キヤノンEF-Mマウント。
- SPEEDMASTER 50mm F0.95 - 販売終了。対応マウントは、ソニーFEマウント。
- SPEEDMASTER 50mm F0.95 Ⅱ - 販売終了。対応マウントは、ソニーFEマウント。
- SPEEDMASTER 50mm F0.95 EF - 対応マウントは、キヤノンEFマウント。
- SPEEDMASTER 50mm F0.95 III - 対応マウントは、ソニーFEマウント、ニコンZマウント、キヤノンRFマウント。
- SPEEDMASTER 65mm F1.4 - 対応マウントは、富士フイルムGマウント。
- SPEEDMASTER 85mm F1.2 - 対応マウントは、キヤノンEFマウント、ニコンFマウント、ソニーFEマウント、ニコンZマウント、キヤノンRFマウント、富士フイルムGマウント。
- SPEEDMASTER 135mm F1.4 - 受注生産のみ。ウェブサイトに記載されていない。対応マウントは、キヤノンEFマウント、ニコンFマウント、ペンタックスKマウント、ソニーFEマウント、ソニーAマウント、富士フイルムGマウント、ライカTマウント。

### CREATOR
- CREATOR 35mm F2 - 対応マウントは、キヤノンEFマウント、ニコンFマウント、ペンタックスKマウント、ソニーFEマウント、ソニーAマウント、富士フイルムXマウント。
- CREATOR 85mm F2 - 対応マウントは、キヤノンEFマウント、ニコンFマウント、ペンタックスKマウント、ソニーFEマウント、ソニーAマウント、富士フイルムXマウント。
- CREATOR 135mm F2.8 Ⅱ - 対応マウントは、キヤノンEFマウント、ニコンFマウント、ペンタックスKマウント、富士フイルムXマウント。

### FREEWALKER

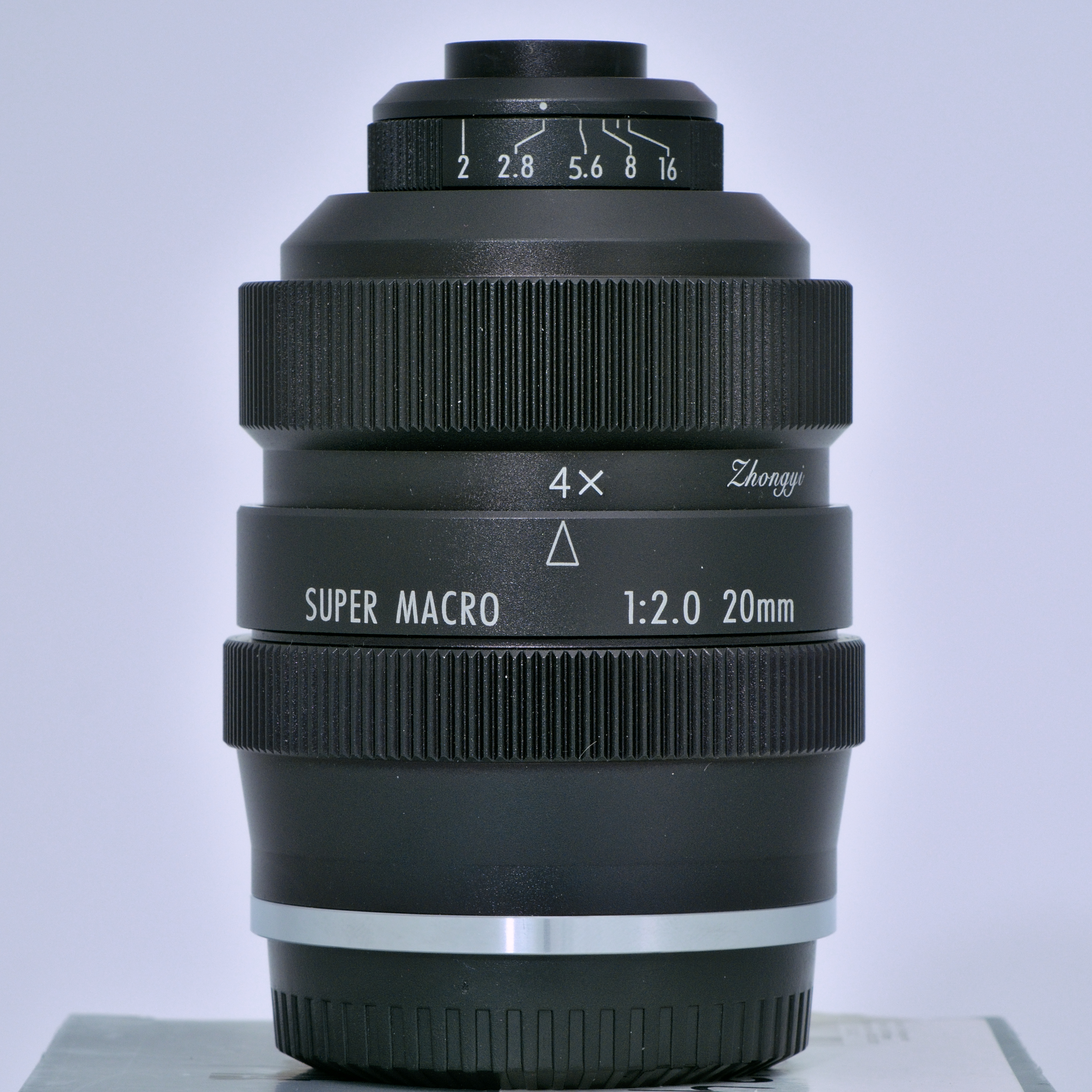
FREEWALKER 20mm F2.0 SUPER MACRO 4-4.5:1

- FREEWALKER 20mm F2.0 SUPER MACRO 4-4.5:1 - 最大倍率4.5:1のマクロレンズで、マクロ専用のため無限遠撮影には対応していない。対応マウントは、キヤノンEFマウント、ニコンFマウント、ペンタックスKマウント、ソニーAマウント、富士フイルムXマウント、ソニーFEマウント、キヤノンEF-Mマウント。
- FREEWALKER 24mm F1.7 - 会社のウェブサイトにリストされていない[5]。対応マウントは、富士フイルムXマウント、ソニーEマウント。
- SPEEDMASTER 42.5 mm F1.2 - 対応マウントは、マイクロフォーサーズ。

### APO
- APO 85mm F2.8 SUPER MACRO 1-5X - 対応マウントは、キヤノンEFマウント、ニコンFマウント、ペンタックスKマウント、富士フイルムXマウント、ソニーFEマウント、キヤノンEF-Mマウント。

### 瀋陽美徳康時期の部分製品
- 28-80mm F3.9-5.2
- 28-135mm F/3.8-5.2
- 80-200mm F4.5
- 20mm F/2.8　中国製一眼レフ用超広角（＜24mm）レンズ、これが二番目。一番目が国営会社の18ｍｍ F2.2。
- 135mm F2.8
- 24mm F2.8
- 50mm F1.7

## マウントアダプター

### レンズターボⅡシリーズ
各種マウントに対応したフォーカルレデューサーレンズ。焦点距離0.726倍での撮影が可能。APS-Cサイズセンサーのカメラの装着すると、レンズ本来の画角(焦点距離)で撮影できる。レデューサーレンズは集光効率が高い為、F値が1段分明るくなる。
- Lens Turbo II FD-FX
- Lens Turbo II N/G-NEX
- Lens Turbo Ⅱ MD‐m4/3
- Lens Turbo Ⅱ FD‐m4/3
- Lens Turbo Ⅱ M42‐m4/3
- Lens Turbo Ⅱ N/G‐m4/3
- Lens Turbo Ⅱ EF‐m4/3
- Lens Turbo Ⅱ M42‐FX
- Lens Turbo II N/G-FX
- Lens Turbo Ⅱ EF‐FX
- Lens Turbo Ⅱ M42-NEX
- Lens Turbo Ⅱ PK-NEX

- Lens Turbo Ⅱ MD-NEX
- Lens Turbo Ⅱ C/Y-NEX
- Lens Turbo Ⅱ FD-NEX
- Lens Turbo Ⅱ EF-NEX